# 一般意志
一般意志（いっぱんいし、仏: Volonté générale, ヴォロンテ・ジェネラル、英: General will）とは、共同体（国家）の成員である人民が総体として持つとされる意志のこと。一般意思、普遍意志とも。18世紀のフランスの哲学者ジャン＝ジャック・ルソーの政治思想の基本概念として知られる。
一般にはルソーの社会契約論の基礎理論として用いられ、特にここでいう総体の意志とは、個々の利害（特殊意志）からは離れた、公共益を達成するために人民が共有しているとする意志のことである。
なお、この用語は、ルソーにおいては、1762年の主著『社会契約論』に先駆けて、1755年の『政治経済論』から使用され始めるが、意味合いは異なるが、元々は百科全書派のドゥニ・ディドロが最初に用いたものである。

## 概要
ルソーは個人の自由を主張した思想家であると同時に、個人と国家の絶対的な融合を主張している。この二つの主張を結びつける際、彼の造語である「一般意志」は大きな意味を持つ。
一般意志の概念は国民、市民の意志とは何であり、それが政治に反映されるとはどういうことであるかという疑問の解決になった。これを発見するまでの過程は自由な討論であり、そこから全ての人にとって自分の問題でもあり全員の問題でもある事項が導き出され、それが一般意志となる。だが、これはあくまで全員に共通する意志であり、個人の事情や利害の総体ではない。全ての人が個人的な特定の事情をこの場限りで捨て去った時こそ共通の意志が明らかとなり、この共通の意志だけを頼りに社会が成立する。この社会の秩序はこの一般意志のみを根拠とした主権の力であり、こうして個人と社会と主権が全く対立することなく重なり合う局面となる。
『社会契約論』のなかでも、「一般意志はつねに正しく、つねに公の利益を目ざす」ことを確認する文言から始まる第二篇第三章において、ルソーは、「特殊意志」（各個人の意志）と「全体意志」（特殊意志の総和、全体の総意）という概念とわけて、それらとは別に「一般意志」があるのだと主張している。それはつまり、「特殊意志」の総和である「全体意志」は私の利益をこころがけている点である。「公の利益」とは、「公共の利益」や「全体の利害」とも説明される。また同章おいて、「一般意志」は、単純な「特殊意志」の和ではないが、そのそれぞれの「特殊意志」から、相殺しあう過不足を除けば、「相違の総和」としての「一般意志」が残るのだと説明している。このように、無論、選挙の投票によって得られる意志や、議会での政党間の合意などで得られる意志は、「一般意志」ではない。「一般意志」は政治家の意志でもない。ルソーは、『社会契約論』の全体を通して、「一般意志」への絶対服従を説いている。
また、ルソーは『社会契約論』第二篇第七章において、「一般意志」を取り出す仕組みとしての「立法者」なる概念を提示している。
このように、「一般意志」は非常にわかりにくい概念であり、長年多くの学者、研究者によって様々な検討がなされてきた。

## 批判
初期の批判者として有名なのがバンジャマン・コンスタンとヘーゲルである。ヘーゲルは、ルソーが仮定した理想的な理性には何の根拠も無いと論じ、必然的にそれは恐怖による統治につながると論じた。コンスタンもまた、フランス革命の惨禍を受けてルソーを批判し、人民による一般意志に基づく政治決定（への服従）を拒絶した。
1952年、ジェイコブ・タルモンはルソーの一般意志が、国家が理論上は瑕疵がないとする多数派の意志の執行者となって国民を服従させるといった、全体主義的な民主主義を導いたと論じた。
別の批判者としては、自由主義者のカール・ポパーも同様にルソーを批判したが、その上でバートランド・ラッセルは次のように警告した。「一般意志という思想は、投票箱を必要とせず、指導者に対する国民の不可解な帰属意識を可能にさせた」。
他の著名な批判者としては、アイザイア・バーリンがおり、一般意志への服従を前提としたルソーの自由社会は、自由という名のもとで抑圧を正当化する全体主義の指導者の存在を許し、ルソーを「人類の思想の歴史の中で最も邪悪で恐ろしい敵の一つだ」と評した。
経済学者フリードリヒ・ハイエクも「人間を天国に連れ戻すと約束する現代の知的な合理主義の致命的な思いあがりの主要な源泉」にルソーが創作した一般意志があるとする。

## 独裁との関係
フランス革命期、ジャコバン派のリーダーとして政権を握ったマクシミリアン・ロベスピエールは、俗に「ルソーの血塗られた手」と呼ばれる。これはロベスピエールが自らこそが「一般意志」を解することができる者だとした上で独裁を行い、恐怖政治によって反対者を大量に処刑したことに由来する。このように、「一般意志」という概念は、歴史上たびたび独裁者によって「利用」されてきた。